# Aizenay
Aizenay est une commune française située dans le département de la Vendée en région Pays de la Loire.
Jusqu'en 1801, elle a été chef-lieu du canton d'Aizenay, puis depuis mars 2015, son bureau centralisateur.
En 2020, elle est la huitième commune de la Vendée en nombre d'habitants.

## Géographie

### Généralités
Aizenay est une commune du département de la Vendée située dans le bocage vendéen. Sa limite septentrionale suit le cours de la Vie sur dix-huit kilomètres, et sa limite méridionale le cours du Jaunay (brièvement sur 800 mètres) et celui de son affluent la Boëre (également appelée la Coussaie, ou le ruisseau de la Courbe dans sa partie amont) sur quinze kilomètres.
À l'intersection des routes départementales (RD) 6, 107, 948 et 978, la ville d'Aizenay est située (en distances orthodromiques à 15 km au nord-ouest de La Roche-sur-Yon, 24 km au sud-est de Challans, 25 km à l'est de Saint-Gilles-Croix-de-Vie et 30 km au nord-est des Sables-d'Olonne.
Deuxième tronçon de ce genre en Vendée, la 2×2 voies qui relie Aizenay à la préfecture La Roche-sur-Yon, a été un axe de développement économique majeur pour la commune. Le territoire communal est également desservi par les RD 50 et 55. Une 2×2 voies, entre Aizenay et Challans est en construction.
Le territoire d’Aizenay s’étend sur 8 199 hectares. L’altitude moyenne de la commune est de 47 mètres, avec des niveaux fluctuant entre 10 mètres, à l'ouest, là où la Vie quitte le territoire communal et entre sur celui d'Apremont, et 76 mètres,, à l'est-sud-est de la ville, en forêt d'Aizenay.

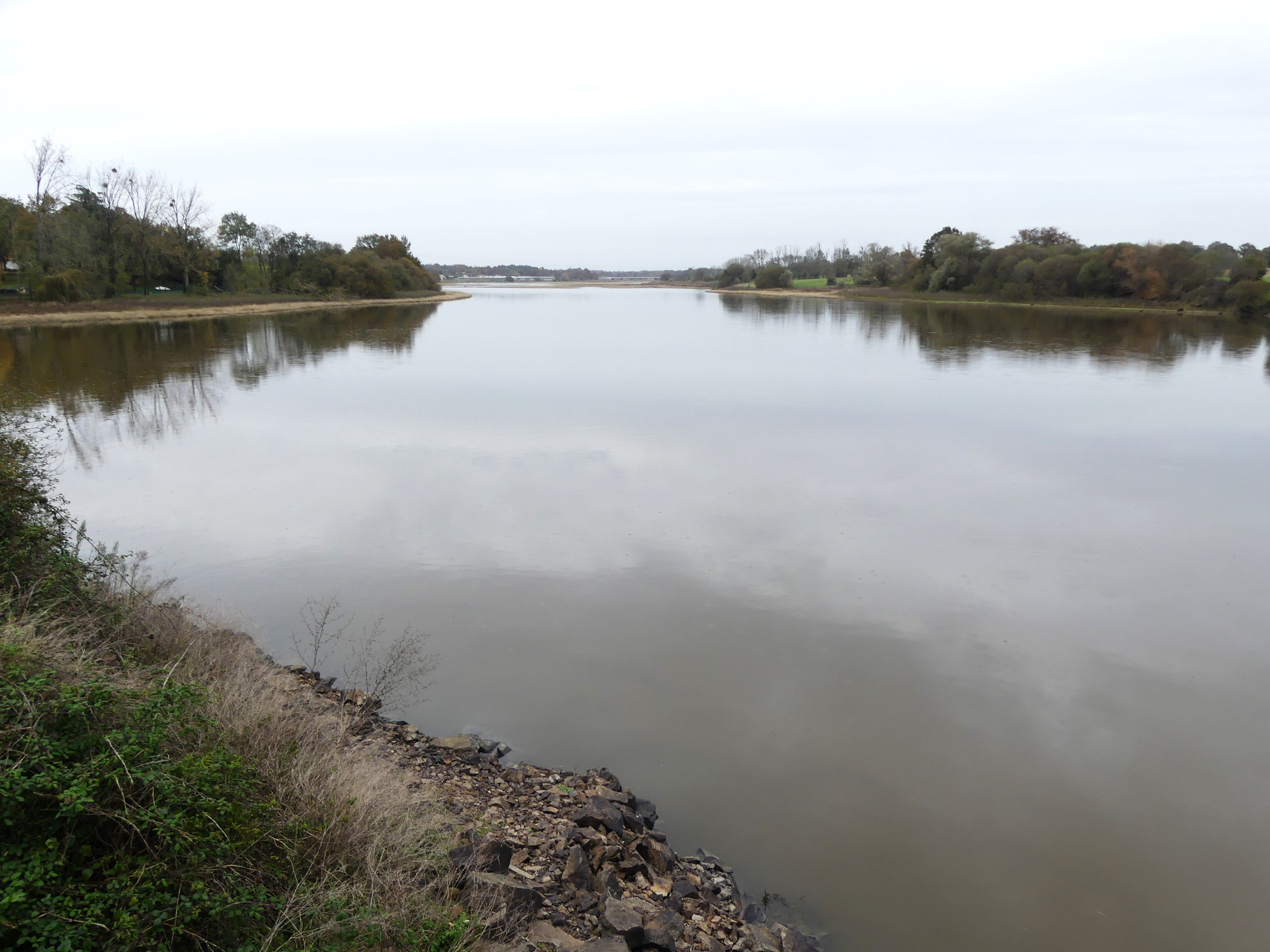
La Vie au pont de la RD 50, entre Maché à gauche et Aizenay sur l'autre rive.
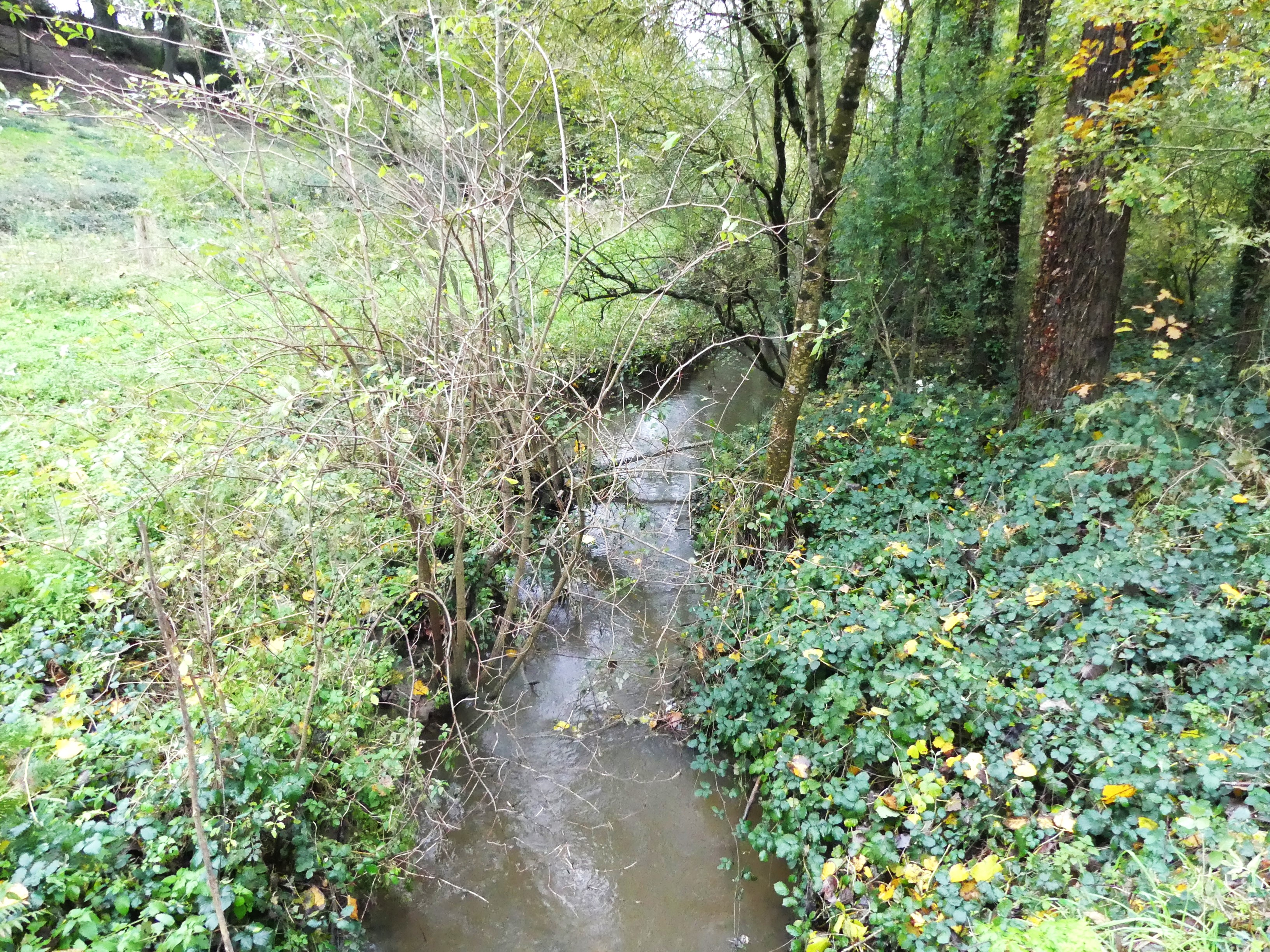
La Boëre au pont de la route de Venansault.

### Communes limitrophes
Aizenay est limitrophe de dix autres communes.
| Maché                         | La Chapelle-Palluau    | Le Poiré-sur-Vie |
| Apremont, Coëx                | Aizenay                | La Genétouze     |
| La Chapelle-Hermier, Martinet | Beaulieu-sous-la-Roche | Venansault       |

### Climat
Pour des articles plus généraux, voir Climat des Pays de la Loire et Climat de la Vendée.
En 2010, le climat de la commune est de type climat océanique franc, selon une étude du CNRS s'appuyant sur une série de données couvrant la période 1971-2000. En 2020, Météo-France publie une typologie des climats de la France métropolitaine dans laquelle la commune est exposée à un climat océanique et est dans la région climatique Bretagne orientale et méridionale, Pays nantais, Vendée, caractérisée par une faible pluviométrie en été et une bonne insolation.
Pour la période 1971-2000, la température annuelle moyenne est de 12,2 °C, avec une amplitude thermique annuelle de 13,5 °C. Le cumul annuel moyen de précipitations est de 866 mm, avec 12,3 jours de précipitations en janvier et 6,6 jours en juillet. Pour la période 1991-2020, la température moyenne annuelle observée sur la station météorologique de Météo-France la plus proche, sur la commune de Palluau à 7 km à vol d'oiseau, est de 12,6 °C et le cumul annuel moyen de précipitations est de 928,6 mm,. Pour l'avenir, les paramètres climatiques de la commune estimés pour 2050 selon différents scénarios d'émission de gaz à effet de serre sont consultables sur un site dédié publié par Météo-France en novembre 2022.
| Mois                                  | jan.             | fév.             | mars           | avril         | mai             | juin          | jui.          | août           | sep.          | oct.            | nov.            | déc.            | année      |
| ------------------------------------- | ---------------- | ---------------- | -------------- | ------------- | --------------- | ------------- | ------------- | -------------- | ------------- | --------------- | --------------- | --------------- | ---------- |
| Température minimale moyenne (°C)     | 3,1              | 2,6              | 4,2            | 5,6           | 9               | 11,8          | 13,4          | 13,3           | 10,9          | 9,3             | 5,8             | 3,5             | 7,7        |
| Température moyenne (°C)              | 6,3              | 6,6              | 8,9            | 11            | 14,5            | 17,7          | 19,7          | 19,7           | 17            | 13,6            | 9,4             | 6,8             | 12,6       |
| Température maximale moyenne (°C)     | 9,5              | 10,6             | 13,7           | 16,5          | 20,1            | 23,7          | 25,9          | 26,2           | 23            | 18              | 13,1            | 10              | 17,5       |
| Record de froid (°C) date du record   | −10,6 02.01.1997 | −10,4 08.02.1991 | −10,2 01.03.05 | −4 07.04.08   | −1,9 14.05.1995 | 3,3 01.06.06  | 6,3 10.07.04  | 5,2 28.08.1998 | 1,4 26.09.10  | −3,3 30.10.1997 | −7,5 21.11.1993 | −9,6 31.12.1996 | −10,6 1997 |
| Record de chaleur (°C) date du record | 17 27.01.03      | 22,7 27.02.19    | 24,4 19.03.05  | 29 30.04.1994 | 32,4 26.05.17   | 39,3 27.06.19 | 41,7 18.07.22 | 40,4 09.08.03  | 34,7 09.09.23 | 32,1 08.10.23   | 21,1 08.11.15   | 17,8 07.12.00   | 41,7 2022  |
| Précipitations (mm)                   | 100,4            | 79,5             | 67,3           | 68,8          | 66              | 49,1          | 47,1          | 54,9           | 69,2          | 100,6           | 113,5           | 112,2           | 928,6      |

## Urbanisme

### Typologie
Au 1er janvier 2024, Aizenay est catégorisée petite ville, selon la nouvelle grille communale de densité à sept niveaux définie par l'Insee en 2022.
Elle appartient à l'unité urbaine d'Aizenay, une unité urbaine monocommunale constituant une ville isolée,. Par ailleurs, la commune fait partie de l'aire d'attraction de La Roche-sur-Yon, dont elle est une commune de la couronne,. Cette aire, qui regroupe 45 communes, est catégorisée dans les aires de 50 000 à moins de 200 000 habitants,.

### Occupation des sols
L'occupation des sols de la commune, telle qu'elle ressort de la base de données européenne d’occupation biophysique des sols Corine Land Cover (CLC), est marquée par l'importance des territoires agricoles (85,2 % en 2018), en diminution par rapport à 1990 (90 %). La répartition détaillée en 2018 est la suivante : 
terres arables (54,4 %), zones agricoles hétérogènes (20,7 %), prairies (10,1 %), forêts (6 %), zones urbanisées (4,8 %), zones industrielles ou commerciales et réseaux de communication (2,7 %), eaux continentales (0,8 %), mines, décharges et chantiers (0,5 %). L'évolution de l’occupation des sols de la commune et de ses infrastructures peut être observée sur les différentes représentations cartographiques du territoire : la carte de Cassini (XVIIIe siècle), la carte d'état-major (1820-1866) et les cartes ou photos aériennes de l'IGN pour la période actuelle (1950 à aujourd'hui).

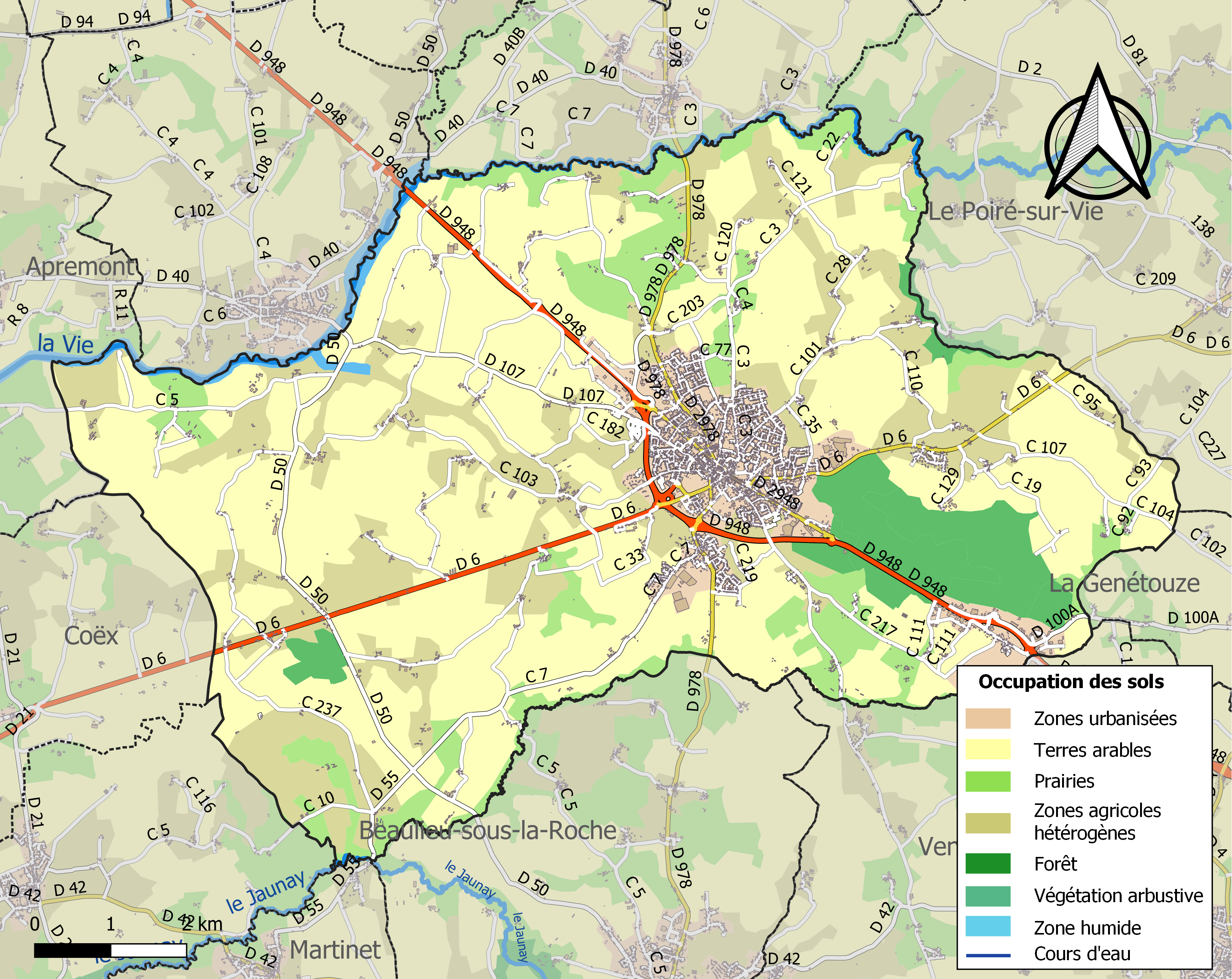
Carte des infrastructures et de l'occupation des sols de la commune en 2018 (CLC).

## Toponymie
Le nom de la localité est attesté sous les formes Ecclesia de Asineis au XIe siècle, Asianum en 1104, Asinesium  (sous sa forme latine) dès 1123, Asènes, Asyanensis, Asiniacum et Aisenei au XIIIe siècle, de Asiano, Ayzenoys et Aizenois au XIVe siècle, Asenayum au XVe siècle, Izenay au XVIIe siècle, Aizenay au XVIIIe siècle.
Les formes anciennes régulières, ainsi que la forme moderne, indiquent qu'il s'agit d'un nom de lieu gaulois ou gallo-roman en (-i)-acum, suffixe d'origine gauloise ayant marqué d'abord la localisation, puis la propriété. Le premier élément Asin-(i-) représente le nom de personne gallo-roman Asin(i)us, dérivé du nom gallo-roman *Asius, d'origine gauloise (cf. Azay, Aisey, Aizier, etc.) ou du nom de personne roman Asianus, voire asinus « âne », d'où *Asinacum « élevage d'âne », comparable au type roman Asnières.
En poitevin (parlanjhe), la commune se nomme Esenàe.

## Histoire

### Histoire contemporaine

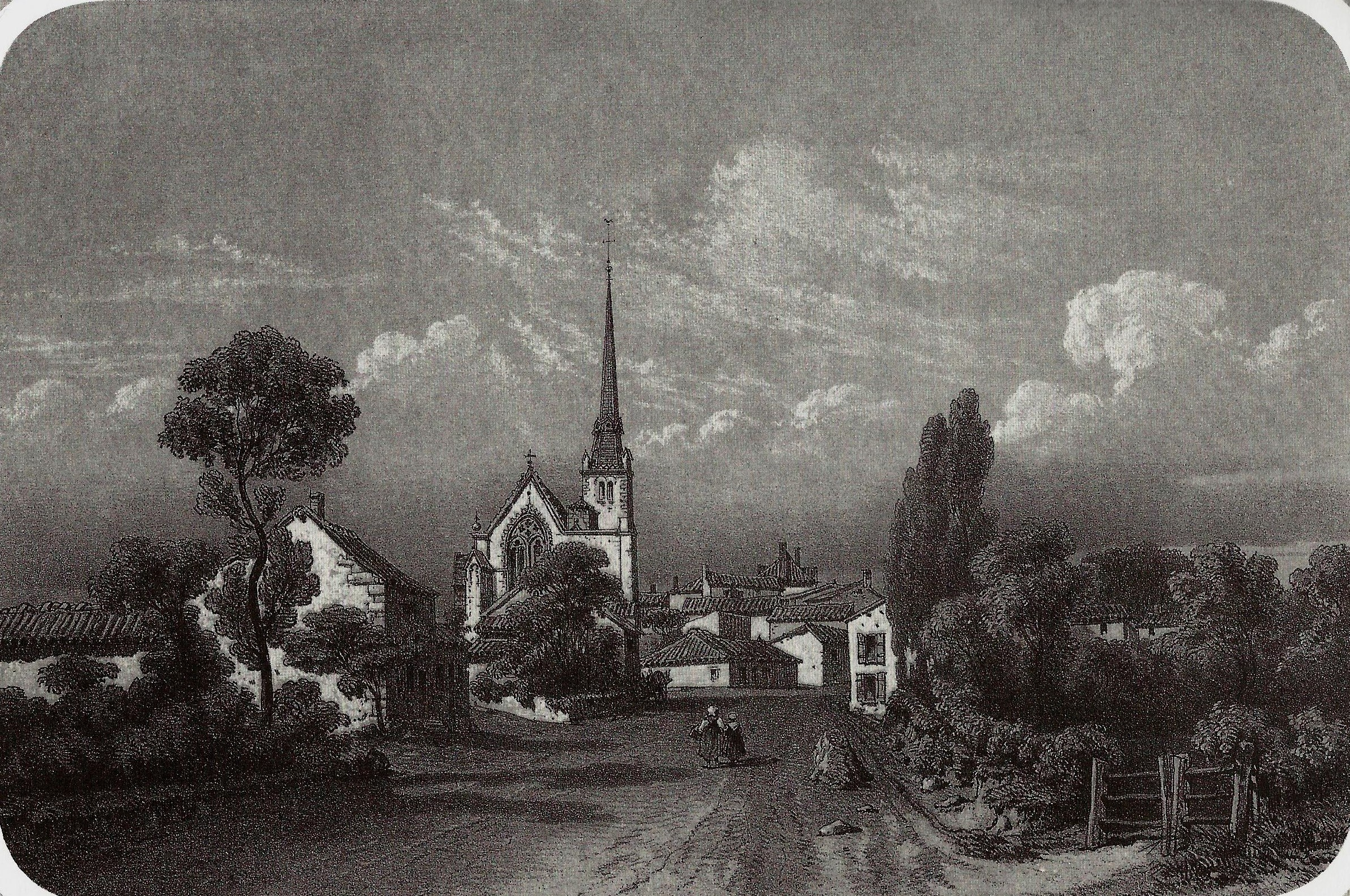
Vue d'Aizenay, gravure de Thomas Drake, vers 1850.

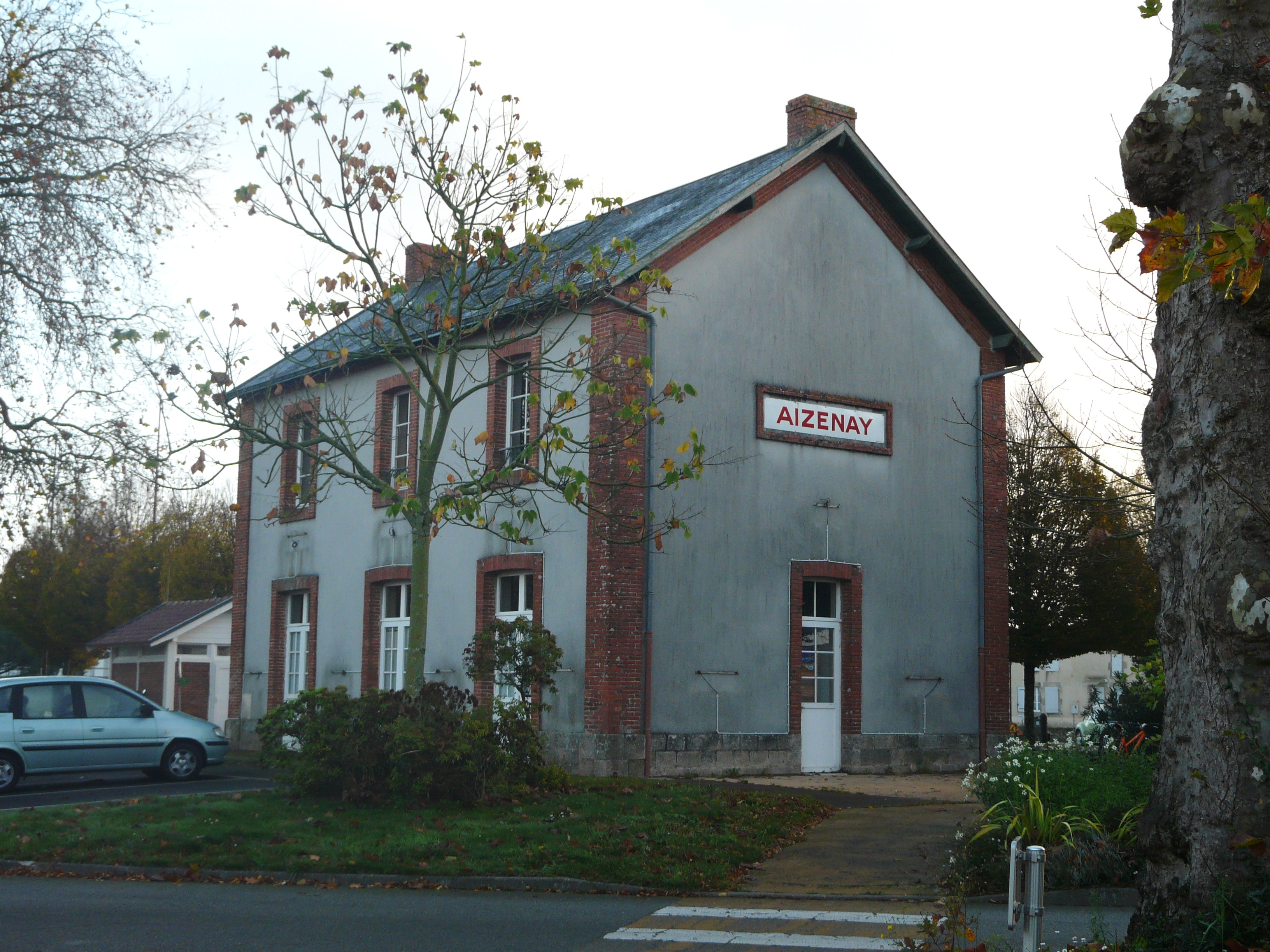
Le bâtiment voyageurs de l'ancienne gare d'Aizenay.

Une ligne ferroviaire entre Nantes et La Roche-sur-Yon a desservi la gare d'Aizenay entre 1880 et 1970. Le trafic de marchandises entre le chef-lieu de la Vendée et Coëx a subsisté jusqu'en 1995. Ce tronçon, déclassé en 1996, a été déferré puis transformé en piste cyclable en 1999.
Située entre Saint-Joseph-des-Landes et la Brionnière, la stèle de la Brionnière commémore le parachutage de deux tonnes d’armes, le 11 août 1943.
Le 27 mars 1944, un B-17 américain dénommé Big Red appartenant au 388th bomb group de l'US Air Force est abattu par la défense antiaérienne allemande. Il s’écrase à la lisière de la forêt d’Aizenay. Sur les dix membres d'équipage, cinq sont tués lors du crash. Les autres sont faits prisonniers ou sont cachés par des habitants. Avec 545 autres appareils, Big Red allait bombarder des objectifs stratégiques situés dans la région de Bordeaux (port et usines). Un monument commémore cet évènement et rend hommage aux aviateurs décédés.
La commune de La Chapelle-Palluau a été rattachée à Aizenay du 1er septembre 1972 au 31 mai 1979.

### Liste des maires

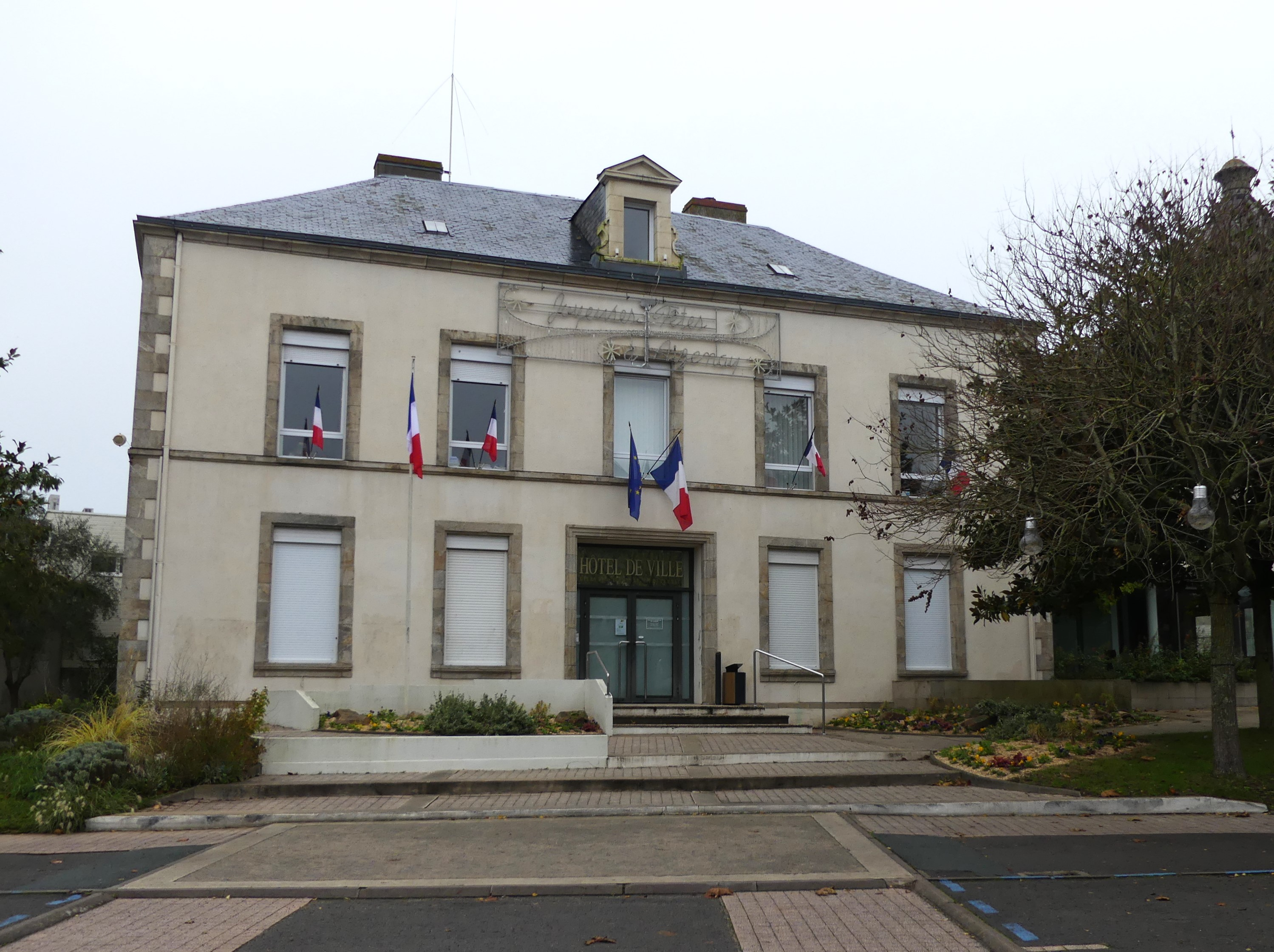
La mairie en 2023.

## Population et société

### Démographie

#### Évolution démographique
Les habitants d'Aizenay se nomment les Agésinates. En poitevin, ils sont traditionnellement appelés lés Trjhous (« les Toujours »).
L'évolution du nombre d'habitants est connue à travers les recensements de la population effectués dans la commune depuis 1800. Pour les communes de moins de 10 000 habitants, une enquête de recensement portant sur toute la population est réalisée tous les cinq ans, les populations de référence des années intermédiaires étant quant à elles estimées par interpolation ou extrapolation. Pour la commune, le premier recensement exhaustif entrant dans le cadre du nouveau dispositif a été réalisé en 2005.

En 2022, la commune comptait 10 218 habitants, en évolution de +9,71 % par rapport à 2016 (Vendée : +5,33 %, France hors Mayotte : +2,11 %).
| 1800  | 1806  | 1821  | 1831  | 1836  | 1841  | 1846  | 1851  | 1856  |
| ----- | ----- | ----- | ----- | ----- | ----- | ----- | ----- | ----- |
| 2 067 | 2 891 | 3 359 | 3 303 | 3 384 | 3 519 | 3 706 | 3 793 | 3 764 |

| 1861  | 1866  | 1872  | 1876  | 1881  | 1886  | 1891  | 1896  | 1901  |
| ----- | ----- | ----- | ----- | ----- | ----- | ----- | ----- | ----- |
| 3 800 | 3 845 | 3 909 | 3 897 | 3 943 | 4 000 | 4 173 | 4 298 | 4 462 |

| 1906  | 1911  | 1921  | 1926  | 1931  | 1936  | 1946  | 1954  | 1962  |
| ----- | ----- | ----- | ----- | ----- | ----- | ----- | ----- | ----- |
| 4 607 | 4 512 | 3 961 | 3 929 | 3 859 | 3 869 | 3 779 | 3 867 | 4 077 |

| 1968  | 1975  | 1982  | 1990  | 1999  | 2005  | 2006  | 2010  | 2015  |
| ----- | ----- | ----- | ----- | ----- | ----- | ----- | ----- | ----- |
| 4 348 | 5 407 | 5 149 | 5 344 | 6 095 | 7 147 | 7 334 | 8 107 | 9 212 |

| 2020   | 2022   | - | - | - | - | - | - | - |
| ------ | ------ | - | - | - | - | - | - | - |
| 10 067 | 10 218 | - | - | - | - | - | - | - |

#### Pyramide des âges
En 2018, le taux de personnes d'un âge inférieur à 30 ans s'élève à 36,5 %, soit au-dessus de la moyenne départementale (31,6 %). À l'inverse, le taux de personnes d'âge supérieur à 60 ans est de 23,0 % la même année, alors qu'il est de 31,0 % au niveau départemental.
En 2018, la commune comptait 4 746 hommes pour 4 948 femmes, soit un taux de 51,04 % de femmes, légèrement inférieur au taux départemental (51,16 %).
Les pyramides des âges de la commune et du département s'établissent comme suit.
| Hommes | Classe d’âge | Femmes |
| ------ | ------------ | ------ |
| 0,7    | 90 ou +      | 1,5    |
| 5,3    | 75-89 ans    | 7,0    |
| 15,8   | 60-74 ans    | 15,6   |
| 19,9   | 45-59 ans    | 20,0   |
| 20,4   | 30-44 ans    | 20,6   |
| 16,5   | 15-29 ans    | 14,8   |
| 21,3   | 0-14 ans     | 20,4   |

| Hommes | Classe d’âge | Femmes |
| ------ | ------------ | ------ |
| 0,8    | 90 ou +      | 2,2    |
| 8,7    | 75-89 ans    | 11,1   |
| 20,3   | 60-74 ans    | 21,3   |
| 20     | 45-59 ans    | 19,4   |
| 17,5   | 30-44 ans    | 16,8   |
| 15     | 15-29 ans    | 13,2   |
| 17,7   | 0-14 ans     | 16,1   |

### Manifestations culturelles et festivités
En mai 2014, se tient à Aizenay la 10e édition du Festival Jazz'inate.

### Enseignement
La commune d'Aizenay accueille sur son territoire deux écoles primaires publiques (celle de la Pénière et Louis-Buton), ainsi qu'une école primaire privée (Sainte-Marie-Saint-Joseph).
À Aizenay, il y a aussi un collège public qui a ouvert en septembre 2006 (Alexandre-Soljenitsyne), ainsi qu'un collège privé (Sainte-Marie).
En 2016, le conseil régional des Pays de la Loire a lancé un projet pour l'ouverture d'un lycée général et technique à Aizenay. Son ouverture est prévue pour septembre 2022.

### Sports
En septembre 2013, la ville d'Aizenay accueille le départ du Tour de Vendée cycliste.
La France d'Aizenay représente la commune dans les compétitions de football. L'ancien professionnel Christophe Avril a été l'entraîneur de l'équipe fanion pendant de nombreuses années.

## Économie
Grâce à sa forêt, une industrie locale exploite le bois. Traditionnellement également, la commune comprenait des entreprises de confection textile et de chaussures.
En 2015, les principales entreprises localisées sur le territoire de la commune sont : Cougnaud Construction, SA Atlantique Menuiserie (ouvertures en plastique], le groupe Lapeyre-Saint-Gobain), les micro-ondes (Fagor-Brandt) ; diverses entreprises de métallurgie (avec des spécialisations dans la découpe au jet d’eau et au laser), plusieurs minoteries et diverses petites sociétés agro-alimentaires ; une imprimerie ; des sociétés de transport et distribution de boisson au niveau du département (France Boisson du groupe Heineken et Elidis du groupe Kronenbourg) ainsi que de nombreuses entreprises agricoles, avec pour activités principales l’élevage de vache à viande et de vache laitière, élevages de volailles, de porcs, maraîchage…

## Culture locale et patrimoine

### Lieux et monuments

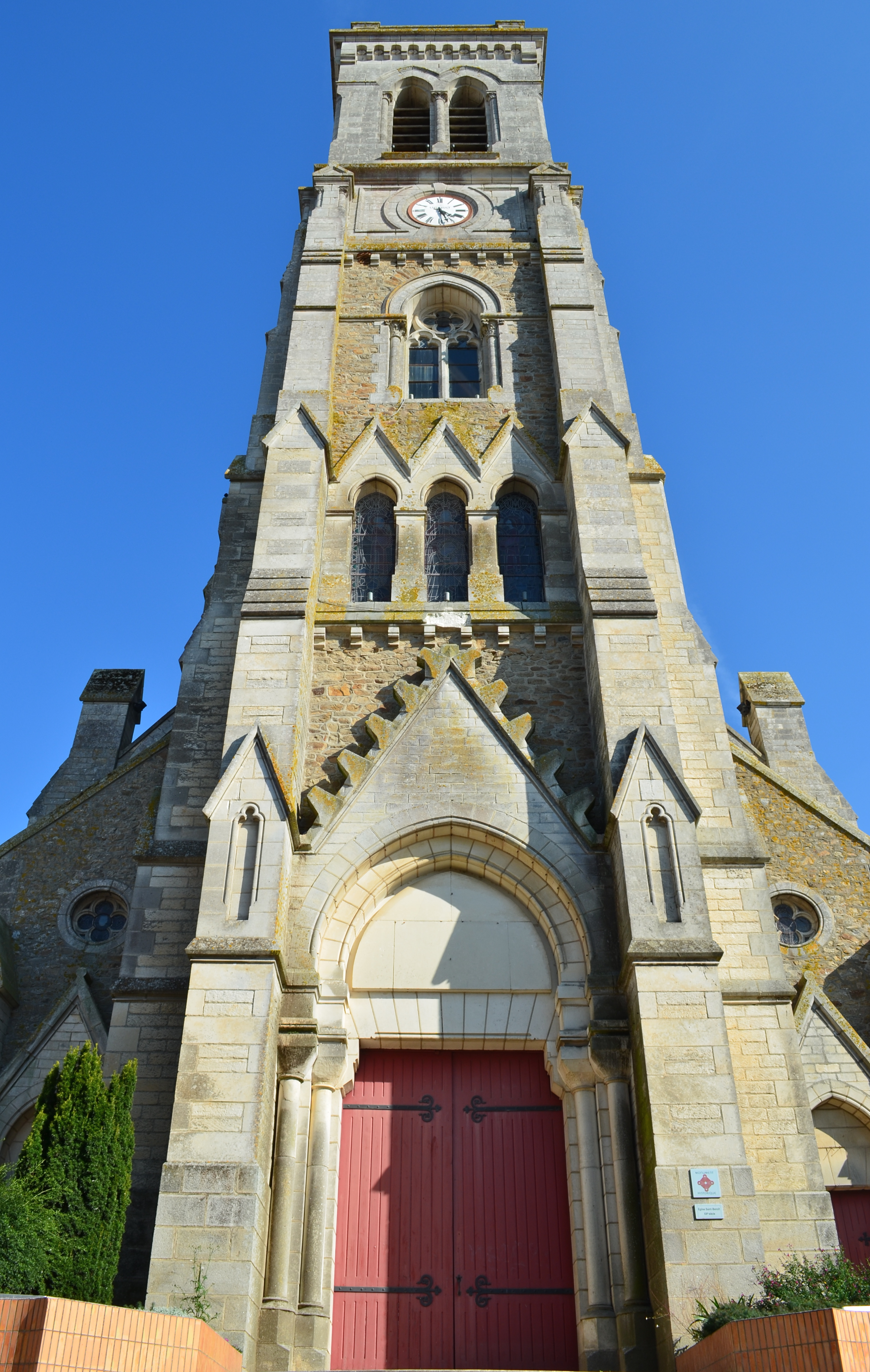
Le clocher de l'église Saint-Benoît.

Il ne subsiste que peu de vestiges du passé sinon des habitations troglodytiques au bord de la Vie.
L'église Saint-Benoît, bâtie en 1904-1905, œuvre de l'architecte Alcide Boutaud (1844-1929), est inscrite à l'inventaire des monuments historiques depuis 2007. En 2014, les cloches ont été descendues du clocher pour permettre la réfection du beffroi fragilisé par le temps.
On recense quelques vestiges archéologiques : des puits dits funérailles gallo-romaines sous le bourg actuel ; et une nécropole du haut Moyen Âge autour de l’ancienne église.
On note également sur le territoire communal la présence de nombreuses demeures comme « La Petitière » (maison noble transformée en ferme), « La Giraudinière » (ancien château) ou le logis du « Grand Plessis ».
Parmi les éléments remarquables : une cheminée à Bonnefonds ; et une croix processionnelle et une lampe sanctuaire en argent du XVIIe siècle, des calices, des statues et crucifix anciens.

### Patrimoine naturel
En 2007, la commune a obtenu le niveau « deux fleurs » au concours des villes et villages fleuris.
Aizenay possède une forêt de plus de 700 hectares, qui s’étend jusqu’à la commune de La Genétouze.

### Équipements culturels
La médiathèque d'Aizenay nommée À livres ouverts a été inaugurée en novembre 2009 sur l'ancien site d'un supermarché, route de Challans. Elle fait partie du réseau des bibliothèques de la communauté de communes Vie et Boulogne, intitulé « Communauthèque ».
La commune dispose d'un cinéma, le Cin'étoile.

### Folklore
Les légendes locales font état de plusieurs garaches dans la ville. Un soir, un prétendant était blotti sous son lit quand il vit sa fiancée s’oindre d’une graisse magique et répéter trois fois :

« Par-dessus les haies et les buissons !

Pour aller joindre Lavignon ! »

Désireux de la suivre, il s’oignit de la même manière, seulement, il avait oublié la formule « Par-dessus … » et l’avait remplacée par « À travers les haies et les buissons », il arriva donc à Lavignon avec le corps ensanglanté par les épines contre lesquelles il s’était heurté. Au retour, en voyant sa fiancée franchir la rivière d’un bond, il s’écria, admiratif « Jésus ! », ce qui eut pour effet de lui faire perdre tout pouvoir et l’obligea à rentrer à pied.

### Gastronomie
Un fromage de chèvre, réputé, est produit localement.

### Personnalités liées à la commune
- Pierre-Jean Gillaizeau (1751-1828), homme politique né à Aizenay, député de la Vendée au Conseil des Cinq-Cents.
- Armand Thibaudeau (1886-1958), dirigeant sportif français, secrétaire général de la FGSPF puis de la FICEPS, y est né.
- Arsène Garnier (1921-2004), prêtre né à Aizenay, auteur de l'ouvrage La Fontaine à la sauce vendéenne publié en 1980 et comprenant 120 fables en poitevin de la région d'Aizenay.
- Marcel Robin (1924-2010), sociologue français, né à Aizenay.
- Jacques Perdrieau (1957), ancien footballeur professionnel, né à Aizenay.

### Héraldique
Aizenay arbore un champ d'hermine sur son blason, comme d'autres communes vendéennes dont Sainte-Hermine et Les Essarts.
| Blason | Blasonnement : D'hermine au chef de gueules. |